# Kurtçukuru, Tarsus
Kurtçukuru là một xã thuộc huyện Tarsus, tỉnh Mersin, Thổ Nhĩ Kỳ. Dân số thời điểm năm 2011 là 105 người.